# Coupe du monde de ski de fond 2019-2020
Navigation
Édition précédente Édition suivante
La 39e édition de la Coupe du monde de ski de fond se déroule du 29 novembre 2019 au 21 mars 2020. 

## Programme de la saison
La saison comporte 39 épreuves (dont 4 par équipes) réparties à travers 21 sites en Europe et en Amérique du Nord.
| \| Québec Minneapolis Canmore \| Sites des compétitions en · Amérique du Nord |
| Québec Minneapolis Canmore                                                    |

| Québec Minneapolis Canmore |

| \| Davos Dobbiaco Lenzerheide Oberstdorf Val di Fiemme Dresde Planica Nové Město na Moravě \| Sites des compétitions en Europe centrale |
| Davos Dobbiaco Lenzerheide Oberstdorf Val di Fiemme Dresde Planica Nové Město na Moravě                                                 |

| Davos Dobbiaco Lenzerheide Oberstdorf Val di Fiemme Dresde Planica Nové Město na Moravě |

| \| Ruka Lillehammer Lahti Trondheim Oslo Meråker Drammen Åre Östersund Falun \| Sites des compétitions en Europe du Nord |
| Ruka Lillehammer Lahti Trondheim Oslo Meråker Drammen Åre Östersund Falun                                                |

| Ruka Lillehammer Lahti Trondheim Oslo Meråker Drammen Åre Östersund Falun |

| \| Québec Minneapolis Canmore \| Sites des compétitions en · Amérique du Nord |
| Québec Minneapolis Canmore                                                    |

| Québec Minneapolis Canmore |

| \| Davos Dobbiaco Lenzerheide Oberstdorf Val di Fiemme Dresde Planica Nové Město na Moravě \| Sites des compétitions en Europe centrale |
| Davos Dobbiaco Lenzerheide Oberstdorf Val di Fiemme Dresde Planica Nové Město na Moravě                                                 |

| Davos Dobbiaco Lenzerheide Oberstdorf Val di Fiemme Dresde Planica Nové Město na Moravě |

| \| Ruka Lillehammer Lahti Trondheim Oslo Meråker Drammen Åre Östersund Falun \| Sites des compétitions en Europe du Nord |
| Ruka Lillehammer Lahti Trondheim Oslo Meråker Drammen Åre Östersund Falun                                                |

| Ruka Lillehammer Lahti Trondheim Oslo Meråker Drammen Åre Östersund Falun |

## Attribution des points

### Individuel
| Place  | 1er | 2e | 3e | 4e | 5e | 6e | 7e | 8e | 9e | 10e | 11e | 12e | 13e | 14e | 15e | 16e | 17e | 18e | 19e | 20e | 21e | 22e | 23e | 24e | 25e | 26e | 27e | 28e | 29e | 30e |
| ------ | --- | -- | -- | -- | -- | -- | -- | -- | -- | --- | --- | --- | --- | --- | --- | --- | --- | --- | --- | --- | --- | --- | --- | --- | --- | --- | --- | --- | --- | --- |
| Points | 100 | 80 | 60 | 50 | 45 | 40 | 36 | 32 | 29 | 26  | 24  | 22  | 20  | 18  | 16  | 15  | 14  | 13  | 12  | 11  | 10  | 9   | 8   | 7   | 6   | 5   | 4   | 3   | 2   | 1   |

| Place  | 1er | 2e | 3e | 4e | 5e | 6e | 7e | 8e | 9e | 10e | 11e | 12e | 13e | 14e | 15e | 16e | 17e | 18e | 19e | 20e | 21e | 22e | 23e | 24e | 25e | 26e | 27e | 28e | 29e | 30e |
| ------ | --- | -- | -- | -- | -- | -- | -- | -- | -- | --- | --- | --- | --- | --- | --- | --- | --- | --- | --- | --- | --- | --- | --- | --- | --- | --- | --- | --- | --- | --- |
| Points | 50  | 46 | 43 | 40 | 37 | 34 | 32 | 30 | 28 | 26  | 24  | 22  | 20  | 18  | 16  | 15  | 14  | 13  | 12  | 11  | 10  | 9   | 8   | 7   | 6   | 5   | 4   | 3   | 2   | 1   |

| Place  | 1er | 2e  | 3e  | 4e  | 5e | 6e | 7e | 8e | 9e | 10e | 11e | 12e | 13e | 14e | 15e | 16e | 17e | 18e | 19e | 20e | 21e | 22e | 23e | 24e | 25e | 26e | 27e | 28e | 29e | 30e |
| ------ | --- | --- | --- | --- | -- | -- | -- | -- | -- | --- | --- | --- | --- | --- | --- | --- | --- | --- | --- | --- | --- | --- | --- | --- | --- | --- | --- | --- | --- | --- |
| Points | 200 | 160 | 120 | 100 | 90 | 80 | 72 | 64 | 58 | 52  | 48  | 44  | 40  | 36  | 32  | 30  | 28  | 26  | 24  | 22  | 20  | 18  | 16  | 14  | 12  | 10  | 8   | 6   | 4   | 2   |

| Place  | 1er | 2e  | 3e  | 4e  | 5e  | 6e  | 7e  | 8e | 9e | 10e | 11e | 12e | 13e | 14e | 15e | 16e | 17e | 18e | 19e | 20e | 21e | 22e | 23e | 24e | 25e | 26e | 27e | 28e | 29e | 30e |
| ------ | --- | --- | --- | --- | --- | --- | --- | -- | -- | --- | --- | --- | --- | --- | --- | --- | --- | --- | --- | --- | --- | --- | --- | --- | --- | --- | --- | --- | --- | --- |
| Points | 300 | 240 | 180 | 150 | 135 | 120 | 108 | 96 | 87 | 78  | 72  | 66  | 60  | 54  | 48  | 45  | 42  | 39  | 36  | 33  | 30  | 27  | 24  | 21  | 18  | 15  | 12  | 9   | 6   | 3   |

| Place  | 1er | 2e  | 3e  | 4e  | 5e  | 6e  | 7e  | 8e  | 9e  | 10e | 11e | 12e | 13e | 14e | 15e | 16e | 17e | 18e | 19e | 20e | 21e | 22e | 23e | 24e | 25e | 26e | 27e | 28e | 29e | 30e |
| ------ | --- | --- | --- | --- | --- | --- | --- | --- | --- | --- | --- | --- | --- | --- | --- | --- | --- | --- | --- | --- | --- | --- | --- | --- | --- | --- | --- | --- | --- | --- |
| Points | 400 | 320 | 240 | 200 | 180 | 160 | 144 | 128 | 116 | 104 | 96  | 88  | 80  | 72  | 64  | 60  | 56  | 52  | 48  | 44  | 40  | 36  | 32  | 28  | 24  | 20  | 16  | 12  | 8   | 4   |

### Par équipe
| Place  | 1er | 2e  | 3e  | 4e  | 5e | 6e | 7e | 8e | 9e | 10e | 11e | 12e | 13e | 14e | 15e | 16e | 17e | 18e | 19e | 20e | 21e | 22e | 23e | 24e | 25e | 26e | 27e | 28e | 29e | 30e |
| ------ | --- | --- | --- | --- | -- | -- | -- | -- | -- | --- | --- | --- | --- | --- | --- | --- | --- | --- | --- | --- | --- | --- | --- | --- | --- | --- | --- | --- | --- | --- |
| Points | 200 | 160 | 120 | 100 | 90 | 80 | 72 | 64 | 58 | 52  | 48  | 44  | 40  | 36  | 32  | 30  | 28  | 26  | 24  | 22  | 20  | 18  | 16  | 14  | 12  | 10  | 8   | 6   | 4   | 2   |

| Place  | 1er | 2e | 3e | 4e | 5e | 6e | 7e | 8e | 9e | 10e | 11e | 12e | 13e | 14e | 15e | 16e | 17e | 18e | 19e | 20e | 21e | 22e | 23e | 24e | 25e | 26e | 27e | 28e | 29e | 30e |
| ------ | --- | -- | -- | -- | -- | -- | -- | -- | -- | --- | --- | --- | --- | --- | --- | --- | --- | --- | --- | --- | --- | --- | --- | --- | --- | --- | --- | --- | --- | --- |
| Points | 100 | 80 | 60 | 50 | 45 | 40 | 36 | 32 | 29 | 26  | 24  | 22  | 20  | 18  | 16  | 15  | 14  | 13  | 12  | 11  | 10  | 9   | 8   | 7   | 6   | 5   | 4   | 3   | 2   | 1   |

## Classements

### Classements généraux
| Rang | Nom                    | Points |
| ---- | ---------------------- | ------ |
| 1    | Alexander Bolshunov    | 2221   |
| 2    | Johannes Høsflot Klæbo | 1726   |
| 3    | Pål Golberg            | 1311   |
| 4    | Simen Hegstad Krüger   | 1260   |
| 5    | Sjur Røthe             | 1257   |
| 6    | Iivo Niskanen          | 1221   |
| 7    | Hans Christer Holund   | 954    |
| 8    | Sergueï Oustiougov     | 908    |
| 9    | Emil Iversen           | 875    |
| 10   | Dario Cologna          | 649    |

| Rang | Nom                        | Points |
| ---- | -------------------------- | ------ |
| 1    | Therese Johaug             | 2508   |
| 2    | Heidi Weng                 | 1697   |
| 3    | Natalia Nepryaeva          | 1356   |
| 4    | Astrid Uhrenholdt Jacobsen | 1289   |
| 5    | Ingvild Flugstad Østberg   | 1110   |
| 6    | Jessica Diggins            | 1078   |
| 7    | Ebba Andersson             | 891    |
| 8    | Sadie Bjornsen             | 855    |
| 9    | Krista Pärmäkoski          | 829    |
| 10   | Teresa Stadlober           | 793    |

### Classements de distance
| Rang | Nom                  | Points |
| ---- | -------------------- | ------ |
| 1    | Alexander Bolshunov  | 1293   |
| 2    | Sjur Røthe           | 864    |
| 3    | Iivo Niskanen        | 840    |
| 4    | Simen Hegstad Krüger | 776    |
| 5    | Hans Christer Holund | 694    |

| Rang | Nom                      | Points |
| ---- | ------------------------ | ------ |
| 1    | Therese Johaug           | 1451   |
| 2    | Heidi Weng               | 920    |
| 3    | Ebba Andersson           | 717    |
| 4    | Natalia Nepryaeva        | 652    |
| 5    | Ingvild Flugstad Østberg | 644    |

### Classements de Sprint
| Rang | Nom                    | Points |
| ---- | ---------------------- | ------ |
| 1    | Johannes Høsflot Klæbo | 550    |
| 2    | Erik Valnes            | 405    |
| 3    | Pål Golberg            | 386    |
| 4    | Federico Pellegrino    | 385    |
| 5    | Lucas Chanavat         | 373    |

| Rang | Nom                    | Points |
| ---- | ---------------------- | ------ |
| 1    | Linn Svahn             | 509    |
| 2    | Jonna Sundling         | 486    |
| 3    | Anamarija Lampič       | 472    |
| 4    | Natalia Nepryaeva      | 358    |
| 5    | Maiken Caspersen Falla | 351    |

### Coupe des Nations
| Rang | Nation     | Points |
| ---- | ---------- | ------ |
| 1    | Norvège    | 14521  |
| 2    | Russie     | 7542   |
| 3    | Suède      | 6916   |
| 4    | Finlande   | 4781   |
| 5    | États-Unis | 3612   |

| Rang | Nation   | Points |
| ---- | -------- | ------ |
| 1    | Norvège  | 7330   |
| 2    | Russie   | 5364   |
| 3    | Finlande | 2360   |
| 4    | Suède    | 2222   |
| 5    | France   | 2033   |

| Rang | Nation     | Points |
| ---- | ---------- | ------ |
| 1    | Norvège    | 7191   |
| 2    | Suède      | 4694   |
| 3    | États-Unis | 3228   |
| 4    | Finlande   | 2421   |
| 5    | Russie     | 2178   |

### Globes de cristal
| Disciplines | Disciplines | Globes de cristal      |
| ----------- | ----------- | ---------------------- |
| Général     | Général     | Alexander Bolshunov    |
| Distance    | Distance    | Alexander Bolshunov    |
| Sprint      | Sprint      | Johannes Høsflot Klæbo |

| Disciplines | Disciplines | Globes de cristal |
| ----------- | ----------- | ----------------- |
| Général     | Général     | Therese Johaug    |
| Distance    | Distance    | Therese Johaug    |
| Sprint      | Sprint      | Linn Svahn        |

## Calendrier et podiums

### Hommes

#### Épreuves individuelles
| N°                                                         | Lieu                            | Date                            | Épreuve                         | Vainqueur                                                            | Deuxième                                                             | Troisième                                                            | Leader du Général                                                    |
| ---------------------------------------------------------- | ------------------------------- | ------------------------------- | ------------------------------- | -------------------------------------------------------------------- | -------------------------------------------------------------------- | -------------------------------------------------------------------- | -------------------------------------------------------------------- |
| Ruka Triple (29 novembre au 1er décembre 2019)             |                                 |                                 |                                 |                                                                      |                                                                      |                                                                      |                                                                      |
| 1                                                          | Ruka                            | 29 novembre 2019                | Sprint C                        | Johannes Høsflot Klæbo                                               | Pål Golberg                                                          | Richard Jouve                                                        | Johannes Høsflot Klæbo                                               |
| 2                                                          | Ruka                            | 30 novembre 2019                | 15 km C                         | Iivo Niskanen                                                        | Johannes Høsflot Klæbo                                               | Emil Iversen                                                         | Johannes Høsflot Klæbo                                               |
| 3                                                          | Ruka                            | 1er décembre 2019               | Poursuite 15 km L               | Hans Christer Holund                                                 | Sjur Røthe                                                           | Emil Iversen                                                         | Johannes Høsflot Klæbo                                               |
| Ruka Triple - Classement final                             | Ruka Triple - Classement final  | Ruka Triple - Classement final  | Ruka Triple - Classement final  | Johannes Høsflot Klæbo                                               | Emil Iversen                                                         | Iivo Niskanen                                                        | Johannes Høsflot Klæbo                                               |
|                                                            |                                 |                                 |                                 |                                                                      |                                                                      |                                                                      |                                                                      |
| 4                                                          | Lillehammer                     | 7 décembre 2019                 | 30 km Skiathlon                 | Alexander Bolshunov                                                  | Hans Christer Holund                                                 | Emil Iversen                                                         | Johannes Høsflot Klæbo                                               |
| 5                                                          | Davos                           | 14 décembre 2019                | Sprint L                        | Johannes Høsflot Klæbo                                               | Lucas Chanavat                                                       | Håvard Solås Taugbøl                                                 | Johannes Høsflot Klæbo                                               |
| 6                                                          | Davos                           | 15 décembre 2019                | 15 km L                         | Simen Hegstad Krüger                                                 | Sergueï Oustiougov                                                   | Dario Cologna                                                        | Johannes Høsflot Klæbo                                               |
| 7                                                          | Planica                         | 21 décembre 2019                | Sprint L                        | Lucas Chanavat                                                       | Federico Pellegrino                                                  | Erik Valnes                                                          | Johannes Høsflot Klæbo                                               |
| Tour de Ski 2019-2020 (28 décembre 2019 au 5 janvier 2020) |                                 |                                 |                                 |                                                                      |                                                                      |                                                                      |                                                                      |
| 8                                                          | Lenzerheide                     | 28 décembre 2019                | 15 km L DL                      | Sergueï Oustiougov                                                   | Johannes Høsflot Klæbo                                               | Alexander Bolshunov                                                  | Johannes Høsflot Klæbo                                               |
| 9                                                          | Lenzerheide                     | 29 décembre 2019                | Sprint L                        | Johannes Høsflot Klæbo                                               | Federico Pellegrino                                                  | Richard Jouve                                                        | Johannes Høsflot Klæbo                                               |
| 10                                                         | Dobbiaco                        | 31 décembre 2019                | 15 km L                         | Sergueï Oustiougov                                                   | Ivan Yakimushkin                                                     | Alexander Bolshunov                                                  | Johannes Høsflot Klæbo                                               |
| 11                                                         | Dobbiaco                        | 1er janvier 2020                | Poursuite 15 km C               | Alexander Bolshunov                                                  | Sergueï Oustiougov                                                   | Iivo Niskanen                                                        | Johannes Høsflot Klæbo                                               |
| 12                                                         | Val di Fiemme                   | 3 janvier 2020                  | 15 km C DL                      | Johannes Høsflot Klæbo                                               | Sergueï Oustiougov                                                   | Alexander Bolshunov                                                  | Johannes Høsflot Klæbo                                               |
| 13                                                         | Val di Fiemme                   | 4 janvier 2020                  | Sprint C                        | Johannes Høsflot Klæbo                                               | Sergueï Oustiougov                                                   | Alexander Bolshunov                                                  | Johannes Høsflot Klæbo                                               |
| 14                                                         | Val di Fiemme                   | 5 janvier 2020                  | 10 km LDL                       | Simen Hegstad Krüger                                                 | Sjur Røthe                                                           | Alexander Bolshunov                                                  | Johannes Høsflot Klæbo                                               |
| Tour de Ski - Classement final                             | Tour de Ski - Classement final  | Tour de Ski - Classement final  | Tour de Ski - Classement final  | Alexander Bolshunov                                                  | Sergueï Oustiougov                                                   | Johannes Høsflot Klæbo                                               | Alexander Bolshunov                                                  |
|                                                            |                                 |                                 |                                 |                                                                      |                                                                      |                                                                      |                                                                      |
| 15                                                         | Dresde                          | 11 janvier 2020                 | Sprint L                        | Lucas Chanavat                                                       | Sindre Bjørnestad Skar                                               | Johan Häggström                                                      | Alexander Bolshunov                                                  |
| 16                                                         | Nové Město                      | 18 janvier 2020                 | 15 km L                         | Alexander Bolshunov                                                  | Iivo Niskanen                                                        | Sjur Røthe                                                           | Alexander Bolshunov                                                  |
| 17                                                         | Nové Město                      | 19 janvier 2020                 | Poursuite 15 km C               | Alexander Bolshunov                                                  | Johannes Høsflot Klæbo                                               | Simen Hegstad Krüger                                                 | Alexander Bolshunov                                                  |
| 18                                                         | Oberstdorf                      | 25 janvier 2020                 | 30 km Skiathlon                 | Alexander Bolshunov                                                  | Simen Hegstad Krüger                                                 | Sjur Røthe                                                           | Alexander Bolshunov                                                  |
| 19                                                         | Oberstdorf                      | 26 janvier 2020                 | Sprint C                        | Johannes Høsflot Klæbo                                               | Pål Golberg                                                          | Erik Valnes                                                          | Alexander Bolshunov                                                  |
| 20                                                         | Falun                           | 8 février 2020                  | Sprint C                        | Pål Golberg                                                          | Erik Valnes                                                          | Alexander Bolshunov                                                  | Alexander Bolshunov                                                  |
| 21                                                         | Falun                           | 9 février 2020                  | 15 km LDL                       | Alexander Bolshunov                                                  | Sjur Røthe                                                           | Ivan Yakimushkin                                                     | Alexander Bolshunov                                                  |
| FIS Ski Tour 2020                                          |                                 |                                 |                                 |                                                                      |                                                                      |                                                                      |                                                                      |
| 22                                                         | Östersund                       | 15 février 2020                 | 15 km L                         | Sjur Røthe                                                           | Simen Hegstad Krüger                                                 | Finn Hågen Krogh                                                     | Alexander Bolshunov                                                  |
| 23                                                         | Östersund                       | 16 février 2020                 | Poursuite 15 km C               | Pål Golberg                                                          | Alexander Bolshunov                                                  | Martin Løwstrøm Nyenget                                              | Alexander Bolshunov                                                  |
| 24                                                         | Åre                             | 18 février 2020                 | Sprint L                        | Johannes Høsflot Klæbo                                               | Federico Pellegrino                                                  | Renaud Jay                                                           | Alexander Bolshunov                                                  |
| 25                                                         | Meråker                         | 20 février 2020                 | 34 km LDL                       | Alexander Bolshunov                                                  | Johannes Høsflot Klæbo                                               | Emil Iversen                                                         | Alexander Bolshunov                                                  |
| 26                                                         | Trondheim                       | 22 février 2020                 | Sprint C                        | Johannes Høsflot Klæbo                                               | Pål Golberg                                                          | Erik Valnes                                                          | Alexander Bolshunov                                                  |
| 27                                                         | Trondheim                       | 23 février 2020                 | Poursuite 30 km C               | Emil Iversen                                                         | Iivo Niskanen                                                        | Hans Christer Holund                                                 | Alexander Bolshunov                                                  |
| FIS Ski Tour - Classement final                            | FIS Ski Tour - Classement final | FIS Ski Tour - Classement final | FIS Ski Tour - Classement final | Pål Golberg                                                          | Simen Hegstad Krüger                                                 | Hans Christer Holund                                                 | Alexander Bolshunov                                                  |
|                                                            |                                 |                                 |                                 |                                                                      |                                                                      |                                                                      |                                                                      |
| 28                                                         | Lahti                           | 29 février 2020                 | 15 km C                         | Iivo Niskanen                                                        | Alexander Bolshunov                                                  | Hans Christer Holund                                                 | Alexander Bolshunov                                                  |
| 29                                                         | Konnerud                        | 4 mars 2020                     | Sprint L                        | Johannes Høsflot Klæbo                                               | Håvard Solås Taugbøl                                                 | Eirik Brandsdal                                                      | Alexander Bolshunov                                                  |
| 30                                                         | Oslo                            | 8 mars 2020                     | 50 km CDL                       | Alexander Bolshunov                                                  | Simen Hegstad Krüger                                                 | Emil Iversen                                                         | Alexander Bolshunov                                                  |
| Sprint Tour                                                |                                 |                                 |                                 |                                                                      |                                                                      |                                                                      |                                                                      |
| -                                                          | Québec                          | 14 mars 2020                    | Sprint C                        | Annulé (épreuves non disputées en raison de la pandémie du COVID-19) | Annulé (épreuves non disputées en raison de la pandémie du COVID-19) | Annulé (épreuves non disputées en raison de la pandémie du COVID-19) | Annulé (épreuves non disputées en raison de la pandémie du COVID-19) |
| -                                                          | Québec                          | 15 mars 2020                    | Sprint L                        | Annulé (épreuves non disputées en raison de la pandémie du COVID-19) | Annulé (épreuves non disputées en raison de la pandémie du COVID-19) | Annulé (épreuves non disputées en raison de la pandémie du COVID-19) | Annulé (épreuves non disputées en raison de la pandémie du COVID-19) |
| -                                                          | Minneapolis                     | 17 mars 2020                    | Sprint L                        | Annulé (épreuves non disputées en raison de la pandémie du COVID-19) | Annulé (épreuves non disputées en raison de la pandémie du COVID-19) | Annulé (épreuves non disputées en raison de la pandémie du COVID-19) | Annulé (épreuves non disputées en raison de la pandémie du COVID-19) |
| Sprint Tour                                                |                                 |                                 |                                 |                                                                      |                                                                      |                                                                      |                                                                      |
|                                                            |                                 |                                 |                                 |                                                                      |                                                                      |                                                                      |                                                                      |
| -                                                          | Canmore                         | 20 mars 2020                    | 15 km LDL                       | Annulé (épreuves non disputées en raison de la pandémie du COVID-19) | Annulé (épreuves non disputées en raison de la pandémie du COVID-19) | Annulé (épreuves non disputées en raison de la pandémie du COVID-19) | Annulé (épreuves non disputées en raison de la pandémie du COVID-19) |
| -                                                          | Canmore                         | 21 mars 2020                    | Poursuite 15 km C               | Annulé (épreuves non disputées en raison de la pandémie du COVID-19) | Annulé (épreuves non disputées en raison de la pandémie du COVID-19) | Annulé (épreuves non disputées en raison de la pandémie du COVID-19) | Annulé (épreuves non disputées en raison de la pandémie du COVID-19) |

#### Épreuves par équipes
| N° | Lieu        | Date             | Épreuve                  | Vainqueur                        | Deuxième                                                                     | Troisième                                                                           |
| -- | ----------- | ---------------- | ------------------------ | -------------------------------- | ---------------------------------------------------------------------------- | ----------------------------------------------------------------------------------- |
| 1  | Lillehammer | 8 décembre 2019  | Relais 4 x 7,5 km L et C | Russie II - Sergueï Oustiougov   | Russie I - Andrey Larkov - Ilia Semikov - Denis Spitsov - Andrey Melnichenko | Norvège I - Pål Golberg - Hans Christer Holund - Sjur Roethe - Finn Hågen Krogh     |
| 2  | Planica     | 22 décembre 2019 | Sprint par équipes L     | Norvège I - Erik Valnes          | Norvège II - Gjøran Tefre - Håvard Solås Taugbøl                             | Finlande I - Ristomatti Hakola - Joni Mäki                                          |
| 3  | Dresde      | 12 janvier 2020  | Sprint par équipes L     | France I - Lucas Chanavat        | Suède I - Marcus Grate - Johan Häggström                                     | Russie I - Andrey Krasnov - Gleb Retivykh                                           |
| 4  | Lahti       | 1er mars 2020    | Relais 4 x 7,5 km L et C | Norvège - Johannes Høsflot Klæbo | Suisse - Beda Klee - Dario Cologna - Jason Rüesch - Roman Furger             | Russie - Ilia Semikov - Alexander Bessmertnykh - Denis Spitsov - Andrey Melnichenko |

### Femmes

#### Épreuves individuelles
| N°                                                         | Lieu                            | Date                            | Épreuve                         | Vainqueur                                                            | Deuxième                                                             | Troisième                                                            | Leader du Général                                                    |
| ---------------------------------------------------------- | ------------------------------- | ------------------------------- | ------------------------------- | -------------------------------------------------------------------- | -------------------------------------------------------------------- | -------------------------------------------------------------------- | -------------------------------------------------------------------- |
| Ruka Triple (29 novembre au 1er décembre 2019)             |                                 |                                 |                                 |                                                                      |                                                                      |                                                                      |                                                                      |
| 1                                                          | Ruka                            | 29 novembre 2019                | Sprint C                        | Maiken Caspersen Falla                                               | Jonna Sundling                                                       | Sadie Bjornsen                                                       | Maiken Caspersen Falla                                               |
| 2                                                          | Ruka                            | 30 novembre 2019                | 10 km C                         | Therese Johaug                                                       | Krista Pärmäkoski                                                    | Natalia Nepryaeva                                                    | Sadie Bjornsen                                                       |
| 3                                                          | Ruka                            | 1er décembre 2019               | Poursuite 10 km L               | Therese Johaug                                                       | Heidi Weng                                                           | Jessica Diggins                                                      | Therese Johaug                                                       |
| Ruka Triple - Classement final                             | Ruka Triple - Classement final  | Ruka Triple - Classement final  | Ruka Triple - Classement final  | Therese Johaug                                                       | Heidi Weng                                                           | Astrid Uhrenholdt Jacobsen                                           | Therese Johaug                                                       |
|                                                            |                                 |                                 |                                 |                                                                      |                                                                      |                                                                      |                                                                      |
| 4                                                          | Lillehammer                     | 7 décembre 2019                 | 15 km Skiathlon                 | Therese Johaug                                                       | Jessica Diggins                                                      | Heidi Weng                                                           | Therese Johaug                                                       |
| 5                                                          | Davos                           | 14 décembre 2019                | Sprint L                        | Linn Svahn                                                           | Maiken Caspersen Falla                                               | Sophie Caldwell                                                      | Therese Johaug                                                       |
| 6                                                          | Davos                           | 15 décembre 2019                | 10 km L                         | Therese Johaug                                                       | Heidi Weng                                                           | Jessica Diggins                                                      | Therese Johaug                                                       |
| 7                                                          | Planica                         | 21 décembre 2019                | Sprint L                        | Jonna Sundling                                                       | Stina Nilsson                                                        | Julia Kern                                                           | Therese Johaug                                                       |
| Tour de Ski 2019-2020 (28 décembre 2019 au 5 janvier 2020) |                                 |                                 |                                 |                                                                      |                                                                      |                                                                      |                                                                      |
| 8                                                          | Lenzerheide                     | 28 décembre 2019                | 10 km L DL                      | Therese Johaug                                                       | Heidi Weng                                                           | Ebba Andersson                                                       | Therese Johaug                                                       |
| 9                                                          | Lenzerheide                     | 29 décembre 2019                | Sprint L                        | Anamarija Lampič                                                     | Maiken Caspersen Falla                                               | Natalia Nepryaeva                                                    | Therese Johaug                                                       |
| 10                                                         | Dobbiaco                        | 31 décembre 2019                | 10 km L                         | Therese Johaug                                                       | Ingvild Flugstad Østberg                                             | Ebba Andersson                                                       | Therese Johaug                                                       |
| 11                                                         | Dobbiaco                        | 1er janvier 2020                | Poursuite 10 km C               | Ingvild Flugstad Østberg                                             | Therese Johaug                                                       | Heidi Weng                                                           | Therese Johaug                                                       |
| 12                                                         | Val di Fiemme                   | 3 janvier 2020                  | 10 km C DL                      | Astrid Uhrenholdt Jacobsen                                           | Ebba Andersson                                                       | Katharina Hennig                                                     | Therese Johaug                                                       |
| 13                                                         | Val di Fiemme                   | 4 janvier 2020                  | Sprint C                        | Anamarija Lampič                                                     | Astrid Uhrenholdt Jacobsen                                           | Jessica Diggins                                                      | Therese Johaug                                                       |
| 14                                                         | Val di Fiemme                   | 5 janvier 2020                  | 10 km LDL                       | Therese Johaug                                                       | Ingvild Flugstad Østberg                                             | Heidi Weng                                                           | Therese Johaug                                                       |
| Tour de Ski - Classement final                             | Tour de Ski - Classement final  | Tour de Ski - Classement final  | Tour de Ski - Classement final  | Therese Johaug                                                       | Natalia Nepryaeva                                                    | Ingvild Flugstad Østberg                                             | Therese Johaug                                                       |
|                                                            |                                 |                                 |                                 |                                                                      |                                                                      |                                                                      |                                                                      |
| 15                                                         | Dresde                          | 11 janvier 2020                 | Sprint L                        | Linn Svahn                                                           | Anamarija Lampič                                                     | Maja Dahlqvist                                                       | Therese Johaug                                                       |
| 16                                                         | Nové Město                      | 18 janvier 2020                 | 10 km L                         | Therese Johaug                                                       | Natalia Nepryaeva                                                    | Heidi Weng                                                           | Therese Johaug                                                       |
| 17                                                         | Nové Město                      | 19 janvier 2020                 | Poursuite 15 km C               | Therese Johaug                                                       | Natalia Nepryaeva                                                    | Ingvild Flugstad Østberg                                             | Therese Johaug                                                       |
| 18                                                         | Oberstdorf                      | 25 janvier 2020                 | 15 km Skiathlon                 | Therese Johaug                                                       | Ingvild Flugstad Østberg                                             | Teresa Stadlober                                                     | Therese Johaug                                                       |
| 19                                                         | Oberstdorf                      | 26 janvier 2020                 | Sprint C                        | Natalia Nepryaeva                                                    | Anamarija Lampič                                                     | Jessica Diggins                                                      | Therese Johaug                                                       |
| 20                                                         | Falun                           | 8 février 2020                  | Sprint C                        | Linn Svahn                                                           | Natalia Nepryaeva                                                    | Jonna Sundling                                                       | Therese Johaug                                                       |
| 21                                                         | Falun                           | 9 février 2020                  | 10 km LDL                       | Therese Johaug                                                       | Ebba Andersson                                                       | Heidi Weng                                                           | Therese Johaug                                                       |
| FIS Ski Tour 2020                                          |                                 |                                 |                                 |                                                                      |                                                                      |                                                                      |                                                                      |
| 22                                                         | Östersund                       | 15 février 2020                 | 10 km L                         | Therese Johaug                                                       | Heidi Weng                                                           | Ingvild Flugstad Østberg                                             | Therese Johaug                                                       |
| 23                                                         | Östersund                       | 16 février 2020                 | Poursuite 10 km C               | Therese Johaug                                                       | Heidi Weng                                                           | Ingvild Flugstad Østberg                                             | Therese Johaug                                                       |
| 24                                                         | Åre                             | 18 février 2020                 | Sprint L                        | Therese Johaug                                                       | Heidi Weng                                                           | Astrid Uhrenholdt Jacobsen                                           | Therese Johaug                                                       |
| 25                                                         | Meråker                         | 20 février 2020                 | 34 km LDL                       | Therese Johaug                                                       | Ingvild Flugstad Østberg                                             | Heidi Weng                                                           | Therese Johaug                                                       |
| 26                                                         | Trondheim                       | 22 février 2020                 | Sprint C                        | Maiken Caspersen Falla                                               | Jonna Sundling                                                       | Nadine Fähndrich                                                     | Therese Johaug                                                       |
| 27                                                         | Trondheim                       | 23 février 2020                 | Poursuite 15 km C               | Therese Johaug                                                       | Astrid Uhrenholdt Jacobsen                                           | Krista Pärmäkoski                                                    | Therese Johaug                                                       |
| FIS Ski Tour - Classement final                            | FIS Ski Tour - Classement final | FIS Ski Tour - Classement final | FIS Ski Tour - Classement final | Therese Johaug                                                       | Heidi Weng                                                           | Ingvild Flugstad Østberg                                             | Therese Johaug                                                       |
|                                                            |                                 |                                 |                                 |                                                                      |                                                                      |                                                                      |                                                                      |
| 28                                                         | Lahti                           | 29 février 2020                 | 10 km C                         | Therese Johaug                                                       | Ebba Andersson                                                       | Krista Pärmäkoski                                                    | Therese Johaug                                                       |
| 29                                                         | Konnerud                        | 4 mars 2020                     | Sprint L                        | Jonna Sundling                                                       | Nadine Fähndrich                                                     | Linn Svahn                                                           | Therese Johaug                                                       |
| 30                                                         | Oslo                            | 7 mars 2020                     | 30 km CDL                       | Frida Karlsson                                                       | Therese Johaug                                                       | Ebba Andersson                                                       | Therese Johaug                                                       |
| Sprint Tour                                                |                                 |                                 |                                 |                                                                      |                                                                      |                                                                      |                                                                      |
| -                                                          | Québec                          | 14 mars 2020                    | Sprint C                        | Annulé (épreuves non disputées en raison de la pandémie du COVID-19) | Annulé (épreuves non disputées en raison de la pandémie du COVID-19) | Annulé (épreuves non disputées en raison de la pandémie du COVID-19) | Annulé (épreuves non disputées en raison de la pandémie du COVID-19) |
| -                                                          | Québec                          | 15 mars 2020                    | Sprint L                        | Annulé (épreuves non disputées en raison de la pandémie du COVID-19) | Annulé (épreuves non disputées en raison de la pandémie du COVID-19) | Annulé (épreuves non disputées en raison de la pandémie du COVID-19) | Annulé (épreuves non disputées en raison de la pandémie du COVID-19) |
| -                                                          | Minneapolis                     | 17 mars 2020                    | Sprint L                        | Annulé (épreuves non disputées en raison de la pandémie du COVID-19) | Annulé (épreuves non disputées en raison de la pandémie du COVID-19) | Annulé (épreuves non disputées en raison de la pandémie du COVID-19) | Annulé (épreuves non disputées en raison de la pandémie du COVID-19) |
| Sprint Tour                                                |                                 |                                 |                                 |                                                                      |                                                                      |                                                                      |                                                                      |
|                                                            |                                 |                                 |                                 |                                                                      |                                                                      |                                                                      |                                                                      |
| -                                                          | Canmore                         | 20 mars 2020                    | 10 km LDL                       | Annulé (épreuves non disputées en raison de la pandémie du COVID-19) | Annulé (épreuves non disputées en raison de la pandémie du COVID-19) | Annulé (épreuves non disputées en raison de la pandémie du COVID-19) | Annulé (épreuves non disputées en raison de la pandémie du COVID-19) |
| -                                                          | Canmore                         | 21 mars 2020                    | Poursuite 10 km C               | Annulé (épreuves non disputées en raison de la pandémie du COVID-19) | Annulé (épreuves non disputées en raison de la pandémie du COVID-19) | Annulé (épreuves non disputées en raison de la pandémie du COVID-19) | Annulé (épreuves non disputées en raison de la pandémie du COVID-19) |

#### Épreuves par équipes
| N° | Lieu        | Date             | Épreuve                | Vainqueur              | Deuxième                                                                             | Troisième                                                                |
| -- | ----------- | ---------------- | ---------------------- | ---------------------- | ------------------------------------------------------------------------------------ | ------------------------------------------------------------------------ |
| 1  | Lillehammer | 8 décembre 2019  | Relais 4 x 5 km L et C | Norvège I - Heidi Weng | États-Unis I - Sophie Caldwell - Sadie Bjornsen - Rosie Brennan - Jessica Diggins    | Suède - Emma Ribom - Elina Rönnlund - Charlotte Kalla - Moa Lundgren     |
| 2  | Planica     | 22 décembre 2019 | Sprint par équipes L   | Suède II - Linn Svahn  | Suède I - Stina Nilsson - Jonna Sundling                                             | Suisse - Laurien van der Graaff - Nadine Fähndrich                       |
| 3  | Dresde      | 12 janvier 2020  | Sprint par équipes L   | Suède I - Linn Svahn   | Suisse - Laurien van der Graaff - Nadine Fähndrich                                   | Suède II - Evelina Settlin - Linn Sömskar                                |
| 4  | Lahti       | 1er mars 2020    | Relais 4 x 5 km L et C | Norvège - Heidi Weng   | Finlande I - Johanna Matintalo - Kerttu Niskanen - Laura Mononen - Krista Pärmäkoski | Suède - Charlotte Kalla - Frida Karlsson - Rebecca Öhrn - Maja Dahlqvist |

### Mixte

#### Épreuve par équipes
| N° | Lieu    | Date         | Épreuve                | Vainqueur                                                            | Deuxième                                                             | Troisième                                                            |
| -- | ------- | ------------ | ---------------------- | -------------------------------------------------------------------- | -------------------------------------------------------------------- | -------------------------------------------------------------------- |
| 1  | Canmore | 22 mars 2020 | Relais 4 x 5 km L et C | Annulé (épreuves non disputées en raison de la pandémie du COVID-19) | Annulé (épreuves non disputées en raison de la pandémie du COVID-19) | Annulé (épreuves non disputées en raison de la pandémie du COVID-19) |